# Tuy Viễn (huyện)
Tuy Viễn là một huyện cũ thuộc Đại Việt được thành lập vào năm 1471 khi vua Lê Thánh Tông đánh chiếm vùng Đồ Bàn của Chiêm Thành tới vùng núi Thạch Bi và chia vùng này thành 3 huyện: Bồng Sơn, Phù Ly, Tuy Viễn thuộc phủ Hoài Nhơn. Những tư liệu đầu tiên ghi nhận về Tuy Viễn gồm tập sách Thiên Nam Dư Hạ Tập nói về cương vực Đại Việt dưới triều Hồng Đức có ghi rằng Quảng Nam thừa tuyên sứ ty quản trị 3 phủ, 9 huyện như trong đó có huyện Tuy Viễn. Trong tập Hồng Đức Bản Đồ do vua Lê Thánh Tông cho vẽ phần thừa tuyên Quảng Nam cũng có ghi nhận về Tuy Viễn là cận Đông Nam trong tứ cận của thừa tuyên.
Huyện là nơi có các khu vực lịch sử nổi tiếng là thành Đồ Bàn và làng Tây Sơn.